# سیارک ۹۱۴۲
سیارک ۹۱۴۲ (به انگلیسی: 9142 Rhesus، نامگذاری:5191T-3) نه هزار و صد و چهل و دومین سیارک کشف شده‌است که در ۱۶ اکتبر ۱۹۷۷ کشف شد.
قدر مطلق سیارک برابر ۱۰٫۶۰ است.